# Deutsche Cadre-71/2-Meisterschaft 1987/88

Veranstaltungsort: Frankfurt am Main

Die Deutsche Cadre-71/2-Meisterschaft 1987/88 ist eine Billard-Turnierserie und fand vom 23. bis zum 25. Oktober 1987 in Frankfurt am Main zum 39. Mal statt.

## Geschichte
In der deutschen Billardzeitung Billard-Sport waren die Informationen von dieser Meisterschaft sehr dürftig. Das Podium wurde von den gleichen Akteuren wie im Vorjahr belegt. Hochverdienter Sieger wurde wieder Thomas Wildförster, der erstmals für seinen neuen Verein BF Horster-Eck Essen 1959 an den Start ging.

## Modus
Gespielt wurden drei Vorrundengruppen bis 150 Punkte oder 10 Aufnahmen. Die drei Gruppensieger und der beste Zweite spielten im K.-o.-System bis 250 Punkte den Sieger aus.
Die Endplatzierung ergab sich aus folgenden Kriterien:
1. Matchpunkte
2. Generaldurchschnitt (GD)
3. Bester Einzeldurchschnitt (BED)
4. Höchstserie (HS)

## Teilnehmer (alphabetisch)
1. Thomas Wildförster (BF Horster-Eck Essen 1959) (Titelverteidiger)
2. Volker Baten (DBC Bochum)
3. Fabian Blondeel (DBC Bochum)
4. Klaus Bosel (BC 1921 Elversberg)
5. Orhan Erogul (BC Frankfurt 1912)
6. Dieter Großjung (BSV Velbert)
7. Axel Höpken (BG Hamburg)
8. Wolfgang Matz (BC Feldmark 34 Gelsenkirchen)
9. Dieter Steinberger (BC Kempten)
10. Hans Wernikowski (BC Feldmark 34 Gelsenkirchen)
11. Dieter Wirtz (BSV Duisburg-Hochfeld 74)
12. Wolfgang Zenkner (BSV München)

## Turnierverlauf

### Gruppenphase
| MP    | Match Points (Sieger = 2; Unentschieden = 1; Verlierer = 0) |
| Pkte. | Erzielte Karambolagen                                       |
| Aufn. | Benötigte Versuche                                          |
| GD    | Generaldurchschnitt                                         |
| BED   | Bester Einzeldurchschnitt eines Spielers                    |
| HS    | Höchstserie                                                 |
|       | Bester GD des Turniers                                      |
|       | Bester ED des Turniers                                      |
|       | Beste HS des Turniers                                       |
|       | 1. Platz (Gold)                                             |
|       | 2. Platz (Silber)                                           |
|       | 3. Platz (Bronze)                                           |

| Platz | Name               | MP  | GD    |
| ----- | ------------------ | --- | ----- |
| 1     | Thomas Wildförster | 6:0 | 26,47 |
| 2     | Hans Wernikowski   | 4:2 | 14,36 |
| 3     | Volker Baten       | 2:4 | 17,94 |
| 4     | Axel Höpken        | 0:6 | 9,09  |

| Platz | Name               | MP  | GD    |
| ----- | ------------------ | --- | ----- |
| 1     | Fabian Blondeel    | 4:2 | 15,30 |
| 2     | Orhan Erogul       | 4:2 | 12,69 |
| 3     | Dieter Steinberger | 4:2 | 11,59 |
| 4     | Wolfgang Matz      | 0:6 | 7,35  |

| Platz | Name             | MP  | GD    |
| ----- | ---------------- | --- | ----- |
| 1     | Wolfgang Zenkner | 6:0 | 23,68 |
| 2     | Dieter Großjung  | 4:2 | 13,20 |
| 3     | Dieter Wirtz     | 2:4 | 7,04  |
| 4     | Klaus Bosel      | 0:6 | 8,64  |

### Finalrunde
| Halbfinale         |     |     |    |       |       |     |
| Thomas Wildförster | 2:0 | 250 | 3  | 83,33 | 83,33 | 98  |
| Hans Wernikowski   | 0:2 | 28  | 3  | 9,33  | –     | 20  |
| Wolfgang Zenkner   | 0:2 | 199 | 7  | 28,42 | –     | 72  |
| Fabian Blondeel    | 2:0 | 250 | 7  | 35,71 | 35,71 | 129 |
| Spiel um Platz 3   |     |     |    |       |       |     |
| Hans Wernikowski   | 0:2 | 133 | 17 | 7,82  | –     | 39  |
| Wolfgang Zenkner   | 2:0 | 250 | 17 | 14,70 | 14,70 | 71  |
| Finale             |     |     |    |       |       |     |
| Thomas Wildförster | 2:0 | 250 | 8  | 31,25 | 31,25 | 166 |
| Fabian Blondeel    | 0:2 | 108 | 8  | 13,50 | –     | 31  |

### Abschlusstabelle
| MP    | Match Points (Sieger = 2; Unentschieden = 1; Verlierer = 0) |
| Pkte. | Erzielte Karambolagen                                       |
| Aufn. | Benötigte Versuche                                          |
| GD    | Generaldurchschnitt                                         |
| BED   | Bester Einzeldurchschnitt eines Spielers                    |
| HS    | Höchstserie                                                 |
|       | Bester GD des Turniers                                      |
|       | Bester ED des Turniers                                      |
|       | Beste HS des Turniers                                       |
|       | 1. Platz (Gold)                                             |
|       | 2. Platz (Silber)                                           |
|       | 3. Platz (Bronze)                                           |

| Klassement                 | Klassement         | Klassement | Klassement | Klassement | Klassement | Klassement | Klassement | Klassement |
| Platz                      | Name               | MP         | GD         | BED        | HS         |            |            |            |
| -------------------------- | ------------------ | ---------- | ---------- | ---------- | ---------- | ---------- | ---------- | ---------- |
| 1                          | Thomas Wildförster | 10:0       | 33,92      | 83,33      | 166        |            |            |            |
| 2                          | Fabian Blondeel    | 6:4        | 18,68      | 35,71      | 129        |            |            |            |
| 3                          | Wolfgang Zenkner   | 8:2        | 20,90      | 75,00      | 106        |            |            |            |
| 4                          | Hans Wernikowski   | 4:6        | 11,35      | 21,42      | 60         |            |            |            |
| 5                          | Dieter Großjung    | 4:2        | 13,20      | 25,00      | 54         |            |            |            |
| 6                          | Orhan Erogul       | 4:2        | 12,69      | 16,66      | 74         |            |            |            |
| 7                          | Dieter Steinberger | 4:2        | 11,59      | 21,42      | 46         |            |            |            |
| 8                          | Volker Baten       | 2:4        | 17,94      | 25,00      | 69         |            |            |            |
| 9                          | Dieter Wirtz       | 2:4        | 7,04       | 9,40       | 34         |            |            |            |
| 10                         | Axel Höpken        | 0:6        | 9,09       | –          | 60         |            |            |            |
| 11                         | Klaus Bosel        | 0:6        | 8,64       | –          | 72         |            |            |            |
| 12                         | Wolfgang Matz      | 0:6        | 7,35       | –          | 52         |            |            |            |
| Turnierdurchschnitt: 14,86 |                    |            |            |            |            |            |            |            |